# Megaco
Megaco (kurz für Media Gateway Control) ist ein von der IETF (RFC 3015, später RFC 3525) und der ITU-T (Empfehlung H.248) gemeinsam entwickeltes Gateway-Protokoll zur Steuerung von Media Gateways (MG) und wird für den Aufbau von VoIP-Verbindungen benutzt. Es arbeitet unabhängig von Signalisierungsprotokollen wie dem Netzwerkprotokoll H.323 und dem Session Initiation Protocol (SIP). Es unterstützt vor allem Signalisierungen der SIGTRAN-Gruppe der IETF und stellt für diese die Sprachkanalsteuerung bereit. Es kann aber auch einfache Signalisierungen für analoge Endgeräte transportieren, solange diese auf die Übertragung von alphanumerischen Zeichen {0, 1, 2 … E, F} (telephonic digits) beschränkt sind.
Die ITU hat das Protokoll mittlerweile vollständig übernommen. Die IETF hat die Unterstützung des Protokolls eingestellt (siehe RFC 5125).
Megaco basiert im Wesentlichen auf dem Prinzip, dass die gesamte Intelligenz für die Verbindungssteuerung im Media Gateway Controller (MGC) konzentriert ist. Das Media Gateway selbst behält keine Informationen über den aktuellen Stand des Verbindungsaufbaus, es stellt vor allem die Fähigkeit zur Verfügung, unterschiedliche Arten von Media Streams zu verbinden und die Signalisierung, die mit diesen Streams verbunden ist, zu übertragen.
Megaco betrachtet das Media Gateway als eine Ansammlung von Terminierungen, von denen jede eine bestimmte Art von Media Streams repräsentiert. Terminierung bedeutet hier eine physikalische Funktionseinheit wie beispielsweise eine analoge Telefonleitung oder einen B-Kanal des ISDN. Es kann sich aber auch um eine logische Funktionseinheit handeln, wie beispielsweise um einen VoIP Packet Stream. Solche logischen Funktionseinheiten sind softwarebasiert und können mit Hilfe des Megaco-Protokolls im Media Gateway erzeugt und gelöscht werden.
Megaco/H.248 ermöglichen Media Gateway Controllern die Kontrolle der Media Gateways. Das Megaco/H.248 entspricht den Funktionen des Media Gateway Control Protocol (MGCP) und sorgt für die notwendigen Kontrollfunktionen der IP-Telefone, die im Master/Slave-Betrieb arbeiten. Zusätzlich verfügt das Protokoll über Peer-to-Peer-Interoperabilität. Es zerlegt die H.323-Funktion in Subkomponenten und spezifiziert die für die jeweiligen Kommunikationsprozesse verwendeten Protokolle jeder Komponente.
Das MGCP ist eine frühere Vorgängerspezifikation von IETF und hatte gegenüber dem späteren Megaco wesentliche Einschränkungen in der Terminierungssteuerung und deren Gruppierungen in Kontexten für einen einzelnen Anruf.